# Daniel Pinkham
Daniel (Rogers) Pinkham jr. (Lynn (Massachusetts), 5 juni 1923 – Natick (Massachusetts), 18 december 2006) was een Amerikaanse componist en muziekpedagoog.

## Levensloop
Pinkham begon zijn studies voor orgel en harmonieleer aan de Phillips Academy in Andover bij Carl F. Pfatteicher. Vervolgens studeerde hij onder andere klavecimbel, orgel, harmonie en compositie aan Harvard. Hij kreeg les van Aaron Copland, Arthur Honegger, Walter Piston A. Tillman Merritt en Archibald T. Davison. Zijn Bachelor of Arts behaalde hij in 1942 en zijn Master of Music in 1944. Verder studeerde hij klavecimbel bij Putnam Aldrich, Claude-Jean Chiasson en Wanda Landowska alsook orgel bij Edward George Power Biggs. In Tanglewood studeerde hij compositie bij onder andere Arthur Honegger en Samuel Barber, maar ook privé bij Nadia Boulanger.
Pinkham doceerde muziekgeschiedenis, muziektheorie, compositie en klavecimbel aan het Simmons College, aan de Universiteit van Boston, aan de Dartington Hall in Devon en was in 1957 en 1958 lecturer aan zijn Alma Mater, de Harvard Universiteit. Verder doceerde hij aan de faculteit musicologie van het New England Conservatory in Boston. Hij werkte actief als dirigent aan de historische King's Chapel in Boston van 1958 tot 2000 en is nu benoemd tot Muziek-directeur Emeritus. Verder is hij van zes instituten eredoctor zoals van de Nebraska Wesleyan University te Lincoln (Nebraska) (1976), van het Adrian College (1977), van het Westminster Choir College (1979), van het New England Conservatory (1993), van het Ithaca College School of Music te Ithaca (New York) (1994) en van het Boston Conservatorium te Boston (1998).
Pinkhams vroege werken zijn geschreven in een neoklassieke stijl, terwijl zijn latere werk moderner is, maar toch tonaal blijft. In deze sterk ritmisch georiënteerde muziek gebruikte hij seriële technieken. Ook integreerde Pinkham elektronische muziek in zijn composities.

## Werken
Pinkham schreef een groot aantal instrumentale en vocale werken. Hij schreef onder andere vier symfonieën, cantates, oratoria en stukken voor orkest en solo-instrumenten. Ook maakte hij muziek voor televisiedocumentaires.

## Composities

### Werken voor orkest

#### Symfonieën
- 1961 Symfonie nr. 1, voor orkest
- Symfonie nr. 2, voor orkest
- 1985 Symfonie nr. 3, voor orgel en orkest
  1. Gently Lyrical
  2. Fast and Impudent
  3. Lament with Interludes
  4. Epilogue
- 1990 Symfonie nr. 4, voor orkest
  1. Purling
  2. Pining
  3. Prancing

#### Concerten voor instrumenten en orkest
- 1974 The Shepherd's Symphony, voor orgel, instrumentaal ensemble en geluidsband
- 1986 Sonata nr. 3, voor orgel en strijkorkest
  1. Allegro grazioso
  2. Allegretto ballando
  3. Andante dolente
  4. Vivace
- 1995 Concert nr. 2, voor orgel en orkest
  1. Overture Concertante
  2. Adagietto
  3. Rondo alla burla
- 1997 Concert nr. 3, voor orgel en orkest
- Concert nr. 1, voor orgel en orkest
- Concert, voor viool en orkest
- Concertante nr. 3, voor gitaar, klavecimbel (solo), 2 slagwerkers en strijkers (of orgel)
- Concertino, voor piano en kamerorkest
- Overture concertante, voor orgel en orkest (1e deel uit het Concert nr. 2)
- Sonata nr. 1, voor orgel en strijkorkest
- Sonata nr. 2, voor orgel en strijkorkest
- Triple concerto, voor viool, altviool, cello en strijkorkest

#### Andere Werken voor orkest
- 1999 Weather Reports, voor orkest
- Catacoustical Measures, voor orkest
- Christmas Symphonies, voor sopraan, mezzosopraan, tenor, bariton, gemengd koor en orkest
- Seven deadly sins, voor orkest, orgel en geluidsband
- Signs of the Zodiac, voor spreker en orkest - tekst: David McCord
- Up and at it! - (Curtain raiser), voor 2 hoorns, 2 fagotten en strijkorkest

### Werken voor harmonieorkest
- 1957 Sinfonia Sacra, voor gemengd koor en orkest
- 1970 Prelude, Epigram and Elegy
- 1979 Serenade, voor trompet en harmonieorkest
  1. Allegro giocoso e sciolto
  2. Allegretto
  3. Allegro
- 2000 Shards, voor harmonieorkest
- Orbits, voor harmonieorkest en geluidsband

### Missen, oratoria, cantates en gewijde muziek
- 1955 Thou Hast Turned My Laments into Dancing (Psalm-Motet IX), motet voor gemengd koor en orgel
- 1956 Wedding Cantata, cantate voor sopraan, tenor, gemengd koor, piano (of orgel), 2 hoorns, celesta en strijkorkest
- 1956 Wedding Song (from Wedding Cantata), voor hoge stem en orgel
- 1958 Christmas Cantata, voor gemengd koor, koperblazers en orgel
  1. Quem Vidistis, Pastores: Maestoso, allegro molto ritmico
  2. O Mangnum Mysterium: Adagio
  3. Allegro
  4. Gloria
- 1966 Mass of the Word of God, voor voorzanger, gemengd koor en orgel
- 1966 Mass of the Good Shepherd, voor voorzanger, unisono koor en orgel
- 1972 The seven last words of Christ on the cross, voor tenor, bariton, bas, gemengd koor, orgel en geluidsband
- 1972 Ascension cantata, cantate voor gemengd koor, hout- en koperblazers, contrabas en slagwerk
- 1976 The Passion of Judas, oratorium voor 4 sprekers, sopraan, alt, tenor, bariton, bas, gemengd koor, klarinet, harp, altviool en contrabas - tekst: Bijbel - première: 1976, Washington D.C.
- 3 Motets, voor 3-stemmig vrouwenkoor, orgel en cello (of contrabas of fagot)
  1. Laetentur Caeli
  2. Non Nobis Domine
  3. Celebraro te, Domine
- 1980 The descent into hell, voor vocaal-solisten, gemengd koor, koperblazers, slagwerk, orgel en geluidsband
- 1983 Psalms voor trompet en orgel
- 1991 At Dressing in the Morning, voor gemengd koor en orgel
- 1991 Festival Jubilate, voor gemengd koor en orgel
- 1995 Passion Music, voor gemengd koor
- 1995 Here Repose, O Broken Body, voor gemengd koor
- 2000 The Salutation of Gabriel, voor hoorn in F en orgel
- A Harvest of Light is Shown (Psalm-Motet XV), motet voor gemengd koor en orgel
- A Song for St. Cecilia's day, voor sopraan, bariton, gemengd koor, 2 hoorns, contrabas en orgel
- Advent Cantata, voor gemengd koor, dwarsfluit, hobo, klarinet, fagot, hoorn en harp
  1. O Sapienta, Quae Ex Ore Altissimi Prodisti
  2. O Adonai, Et Dux Domus Israel
  3. O Clavis David, Et Sceptrum Domus Israel
  4. O Rex Gentium, Et Desideratus Earum
  5. O Emmanuel, Rex Et Legifer Noster
- Baptism Canon, voor vrouwen- of kinderkoor
- Before the cock crows, voor sopraan, mezzosopraan, alt, tenor, bas, dwarsfluit, klarinet, harp en strijkers
- Behold How Good and How Pleasant, motet voor gemengd koor en orgel
- Christmas Jubilations, voor gemengd koor en blaaskwintet
- Create a Pure Heart in Me (Psalm-Motet XIV), motet voor gemengd koor en orgel
- Daniel in the Lions' den, voor spreker, tenor, bariton, bas, gemengd koor, 2 piano's, pauken, slagwerk en geluidsband
- Easter Cantata (Paas-cantate), cantate voor gemengd koor en orkest
- Festival Magnificat and Nunc Dimittis, voor gemengd koor, orgel, 2 trompetten, hoorn (of trombone) en trombone
- For Thee I Have Waited (Psalm-Motet XII), motet voor gemengd koor en orgel
- Gloria, voor 2 trompetten, 2 trombones en orgel
- Grace is poured abroad (Psalm-Motet VII), motet voor gemengd koor en orgel
- How Precious is Thy Loving Kindness (Psalm-Motet VIII), motet voor gemengd koor en orgel
- I have Preached Righteousness (Psalm-Motet VIII), motet voor gemengd koor en orgel
- Jericho, voor trompet en orgel
- In Heaven Soaring Up, voor alt, tenor, gemengd koor, hobo en harp
- Let the Saints Rejoice, motet voor sopraan, gemengd koor en orgel
- Liturgies, voor orgel, pauken en geluidsband
- Magnificat, voor sopraan, vrouwenkoor, 2 hobo's, 2 fagotten en harp
- Missa mandatum novum, voor hoge stem, unisono koor en orgel
- My Heart is Steadfast (Psalm-Motet XI), motet voor gemengd koor en orgel
- Now the Trumpet Summons Us, voor hoge stem en orkest
- O Lord God, to Whom Vengeance Belongeth, motet voor gemengd koor en orgel
- Open to me the gates of righteousness (Psalm-Motet IV), motet voor gemengd koor en orgel
- Oration, voor cello en orgel
- Pentecost cantata (Pinksteren-cantate), cantate voor tenor, gemengd koor, orgel en orkest
- Psalm Set, voor gemengd koor, 2 trompetten, 2 trombones, tuba, pauken en orgel
- Requiem, voor alt, tenor, gemengd koor, orgel, 2 hoorns, 2 trompetten, 2 trombones en contrabas
- Song from Wedding Cantata, voor middenstem en orgel
- St. Mark Passion, passiemuziek voor sopraan, tenor, bariton, bas, gemengd koor, orgel en orkest
- Stabat Mater - Near the Cross of Jesus, voor sopraan, gemengd koor en orkest
- The covenant motets, motetten voor gemengd koor en orgel
- The creation of the World, voor spreker, gemengd koor, orgel en orkest
- The Heavens Tell out the Glory of God (Psalm-Motet XIII), motet voor gemengd koor en orgel
- The Lord Has Established His Throne (Psalm-Motet X), motet voor gemengd koor en orgel
- The Small Requiem, voor vocaal solo, gemengd koor en orgel
- Thou Hast Loved Righteousness (Psalm-Motet III), motet voor gemengd koor en orgel
- Why Art Thou Cast Down?, voor gemengd koor en orgel

### Wereldlijke cantates
- An Emily Dickinson Mosaic, cantate voor vrouwenstemmen en klein orkest

### Muziektheater

#### Opera's
| Voltooid in | titel                                | aktes            | première                                                     | libretto                                                                                            |
| ----------- | ------------------------------------ | ---------------- | ------------------------------------------------------------ | --------------------------------------------------------------------------------------------------- |
| 1977        | Garden Party                         | 1 akte, 4 scènes | 25 maart 1977, Boston, Jordan Hall, New England Conservatory | van de componist gebaseerd op Genesis en gedichten van Norma Farber en anderen                      |
| 1982        | The Dreadful Dining Car              | 1 akte           | 1983, Grand Forks                                            | van de componist naar Mark Twain en Norma Farber                                                    |
| 2001        | The Cask of Amontillado              | 1 akte           | 5 juni 2003, Massachusetts College of Art                    | van de componist gebaseerd op een kort verhaal van Edgar Allan Poe "The Cask of Amontillado" (1846) |
|             | The left-behind Beasts (kinderopera) |                  |                                                              | van de componist                                                                                    |

### Vocale muziek
- Slow, Slow, Fresh Fount, voor hoge stem en piano

### Kamermuziek
- 1972 The other voices of the trumpet, voor trompet, orgel en geluidsband
- 1980 Mourn for the Eclipse of his Light, voor viool, orgel en geluidsband
- 1983 Quintet for Brass, voor koperkwintet
- 1983 Inaugural Marches, voor koperkwintet en orgel
  1. Crisp
  2. Jolly
  3. Festive
- 1995 Morning Music, voor koperkwintet en orgel
- 2000 Solemnities, voor trombone en orgel
- 2001 Dragons and deeps, voor tuba in F en orgel
- Aurora, voor klarinet en orgel
- Brass Trio, voor trompet, hoorn en trombone
- Concert, voor orgel en blaaskwintet
- Concertante nr. 1, voor orgel, celesta en 2 slagwerkers
- Concertante nr. 3, voor orgel, celesta en 2 slagwerkers
- Concertante nr. 4, voor 2 trompetten, 2 trombones, 2 slagwerkers en orgel
- Concertino, voor piano en koperkwintet
- Diversions, voor orgel en harp
- Divertimento, voor orgel en contrabas
- Fanfare, Aria and Echo, voor 2 hoorns en pauken
- For Evening draws on, voor althobo, orgel en geluidsband
- Humoresque, voor fagot en orgel
- Miracles, voor dwarsfluit en orgel
- Odes, voor althobo en orgel
- Partita, voor gitaar en orgel manualen
- Pastorale, voor orgel en harp
- Pedals, voor orgel pedalen en 4 pedaal pauken
- Prelude, Adagio and Chorale, voor 2 trompetten, hoorn, trombone, tuba en unisono koor
- Scenes, voor trompet en orgel
- The seven days, voor hobo en orgel
- Variations, voor hobo en orgel

### Werken voor orgel
- 1972 When the Morning Stars sang together, voor orgel en geluidsband
- 1980 Epiphanies
- 1990 The Book of Hours
- 1995 O Come, Emmanuel - 7 variations on an Advent hymn tune
- 1995 Wondrous Love
- 1997 Tidings
- 1997 Four Winds
- 1998 Celebrations
  1. Celebration for Festivity
  2. Celebration for Tranquility
  3. Celebration for Song and Dance
  4. Celebration for a Joyous Occasion
- Concert Paraphrase on Old Nassau
- Epithalamium
- Five Voluntaries
- In the Isles of the Sea
- Man's days are like the Grass
- Music for a quiet Sunday
- Partita on an old Norwegian Folk Tune
- Pastorale on the Morning Star
- Pedals (Prelude, Plaint and Strut)
- Requiem Collects, voor orgel vierhandig
- Revelations
- Saints' Days
- Signs in the Sun, voor twee orgels
- The Garden of the Muses
- Toccatas for the vault of Heaven, voor orgel en geluidsband

### Werken voor piano
- 1982 Holland Waltzes, voor twee piano's

### Werken voor klavecimbel
- 1964 Partita

### Werken voor beiaard
- 1962 A Song for the Bells

### Pedagogische werken
- 1973 Lessons for the Harpsichord